# Max Bertram
Max Richard Eduard Bertram (* 1. Juli 1849 in Potsdam; † 9. Juni 1914 in Dresden) war königlich-sächsischer Gartenbaudirektor und Gartenbaupädagoge.
Max Bertram realisierte als freischaffender Gartenkünstler und im Auftrag des sächsischen Königshauses zahlreiche gärtnerische Anlagen, die Mehrzahl (weit mehr als 200) davon in Sachsen. Dabei folgte er stets den Gestaltungsprinzipien der Lenné-Meyer’schen Schule und versuchte diese auch künftigen Generationen zu vermitteln. Bertram erkannte frühzeitig den besonderen Wert urbaner Freiräume als „grüne Lungen“ der expandierenden Industriestädte. Er forderte, Parkanlagen möglichst allen Bevölkerungsschichten zugänglich zu machen. Gärten waren aus seiner Sicht kein Luxus, sondern ein wichtiges Erfordernis für die schnell wachsenden Städte im Industriezeitalter. Um diesen Anspruch auch auf behördlicher Ebene durchzusetzen, engagierte er sich für die Anstellung und bessere Bezahlung von Gartenbeamten und Gärtnern in den Stadtverwaltungen Deutschlands und forderte deren Mitwirkung bei der Stadtplanung.

## Leben und Wirken
Im Alter von 17 Jahren begann Bertram eine zweijährige Gärtnerlehre in der königlich preußischen Hofgärtnerei Charlottenhof in Sanssouci beim Hofgärtner Johann Friedrich Morsch. Er wechselte 1868 auf die Königliche Gärtnerlehranstalt am Wildpark bei Potsdam. Hier eignete er sich unter dem Einfluss von Gustav Meyer den für seine Arbeiten charakteristischen Gestaltungsstil an.
Seine erste Stelle trat Bertram 1870 an als Assistent von Hermann Sigismund Neumann, dem Hofgärtner auf Schloss Albrechtsberg in Dresden. Hier bekam Bertram die Gelegenheit, seine Fähigkeiten bei der Gestaltung von Privatgärten zu erproben. Anschließend vermittelte Neumann ihm eine Stelle als technischer Beamter in dem von ihm entworfenen Blasewitzer Waldpark, wo er bis 1873 tätig war.
In dieser Zeit heiratete Bertram seine Verlobte Johanna, geb. Schlössing (1851–1923). Aus dieser Beziehung ging der Sohn und spätere Gartenbauingenieur Eduard H. M. Bertram (1879–1942) hervor.
Im Jahr 1880, nach Neumanns Tod, übernahm Bertram die Gesamtverantwortung für den Blasewitzer Waldpark. 3 Jahre später gründete er am heutigen Schillerplatz in Dresden-Blasewitz das Bureau für Gartenkunst, wo er bis zur Übernahme des Betriebs durch seinen Sohn Eduard 1912 Entwürfe für weit mehr als 200 Projekte in Sachsen schuf. Sein Leistungsspektrum umfasste dabei Planungen für Dresdner Privatgärten (wie den der Villa Rothermundt in Blasewitz oder den von Gottlieb Traugott Bienert in Dresden-Plauen), öffentliche Aufträge (wie die Promenadenanlagen in Bad Schandau; Gärten und Plätze zwischen den ausgedehnten Militärbauten in der Dresdner Albertstadt; Begräbnisstätten wie den Neuen Annenfriedhof in Dresden-Löbtau oder auch den Nikolaifriedhof in Pirna) und nicht zuletzt oblag Bertram als Direktor der Ersten, Zweiten und Dritten Internationalen Gartenbauausstellung in Dresden sowohl die Entwurfsplanung als auch die Anlageleitung.
Der nach Plänen von Bertram als regelmäßige Parkanlage gestaltete Neue Annenfriedhof war bei seiner Einweihung am 23. Juni 1875 mit 14,3 Hektar der größte einheitlich gestaltete Friedhof in Deutschland und der größte Friedhof Dresdens. Auch hier legte Bertram durch das Pflanzen zahlreicher luftreinigender Bäume und Sträucher Wert auf eine gesundheitsfördernde Wirkung des Park-Friedhofes.
1892 wurde Bertram zum künstlerischen Beirat des sächsischen Königs Albert ernannt und hatte als solcher die privaten königlichen Hofgärten Sibyllenort (poln. Szczodre) und Dresden-Strehlen zu verwalten. Auch als gartenkünstlerischer Berater anderer Adliger, z. B. des Reichsgrafen von Hochberg, des Herzogs von Pleß, des Landgrafen von Hessen oder des Prinzen von Hohenlohe-Rothenburg, war er gefragt.
1887 gründete Bertram den Verein deutscher Gartenkünstler mit.
Ein großes Projekt Bertrams in dieser Zeit war die Anlage des großen Schlossparks von Schloss und Rittergut Schönfeld im Stil eines englischen Landschaftsgartens. Das Schloss hatte 1882 Maximilian Dathe von Burgk als Hochzeitsgeschenk von seinem Vater erhalten. Der neue Besitzer ließ von 1882 bis 1884 das Schloss erweitern und im Stil der Neorenaissance unter Leitung des Architekten Gotthilf Ludwig Möckel umbauen. Von 1889 bis 1893 wurde der 6,4 Hektar große Schlosspark durch Bertram angelegt. Es gelang ihm dabei, die ungünstig zugeschnittene Fläche abwechslungsreich zu gestalten ganz im Sinne und Ideal des damaligen bürgerlichen romantischen Naturverständnisses.
Ein großer östlich gelegener Teich wurde durch Verfüllungen in drei einzelne aufgeteilt (Schloßteich, Mittelteich und kleiner Teich). Diese waren untereinander durch einen Wasserlauf verbunden und speisten sich aus dem nördlich gelegenen Schäferteich. Durch die Veränderung schuf Bertam gleichzeitig eine abwechslungsreiche Miniaturlandschaft und konnte so den schmalen östlichen Teil des Parks nutzbar machen. Das gesamte Gelände wurde mit einem engmaschigen Netz geschwungener sich kreuzender Wege überzogen, welche die Teiche und einzelne Pflanzgruppen umkreisten. Durch kleine Brücken konnten die Wasserläufe an einigen Stellen überquert werden. Die Pflanzdichte wurden bewusst an den Wegkreuzungen verstärkt und die Wege auf mögliche Sichtachsen und optische Wirkungen angelegt. Die Bepflanzung wurde bestimmt durch eine Artenvielfalt an Laub- und Nadelgehölzen, welche gern in Gruppen zu mehreren Arten angepflanzt wurden. Noch heute ist der Nordbereich des Parks durch die dort befindlichen Rhododendrenpflanzungen der Bertram’schen Planung bestimmt. Weiterhin wurden verstärkt fremdländische Pflanzen aus aller Welt eingeführt und akklimatisiert. Im Schlosshof legte der Gartenbauarchitekt ein Rondell an, welches mittig durch eine Fichte und an den Rändern mit wechselnden Blumen bepflanzt war. Im Jahr 1910 wurde die Anlage durch Gartengestalter Willy Lange (1864–1941) verjüngt, wodurch die Handschrift Bertrams heute nicht mehr offensichtlich ist.
Zwischen 1890 und 1892 errichtete die Industriellenfamilie von Eichel-Streiber die Villa Pflugensberg und ließ die erweiterte Gartenanlage durch Max Bertram gestalten. 1900 entwickelte er einen Plan zur einheitlichen Gestaltung aller Flächen des Pflugensbergs und des sich östlich anschließenden Goldbergs nach den Prinzipien eines Landschaftsparks. Bei der Umsetzung verschmolzen allmählich Pflugensberg, Stadtpark und Stadtwald.
Im Jahr 1891 entwarf Bertram den Park von Barockschloss Wachau. 2018 wurde der Park so saniert, dass die ursprünglichen Pflanzen- und Wegeplanungen von ihm wieder sichtbar wurden.
Zwischen 1883 und 1892 gestaltete Bertram den etwa zwei Hektar großen Garten einer Fabrikantenvilla im Sebnitzer Burggäßchen 10. Die Gestaltung aus Bertrams Entwurfsplan ist noch in weiten Bereichen ablesbar. Im Jahr 2017 wurden die Villa und der Garten saniert. Dafür wurden auch einige Bäume am Hang gefällt um die ursprünglichen Sichtachsen zur Stadt wiederherzustellen. Villa und Garten stehen unter Denkmalschutz.

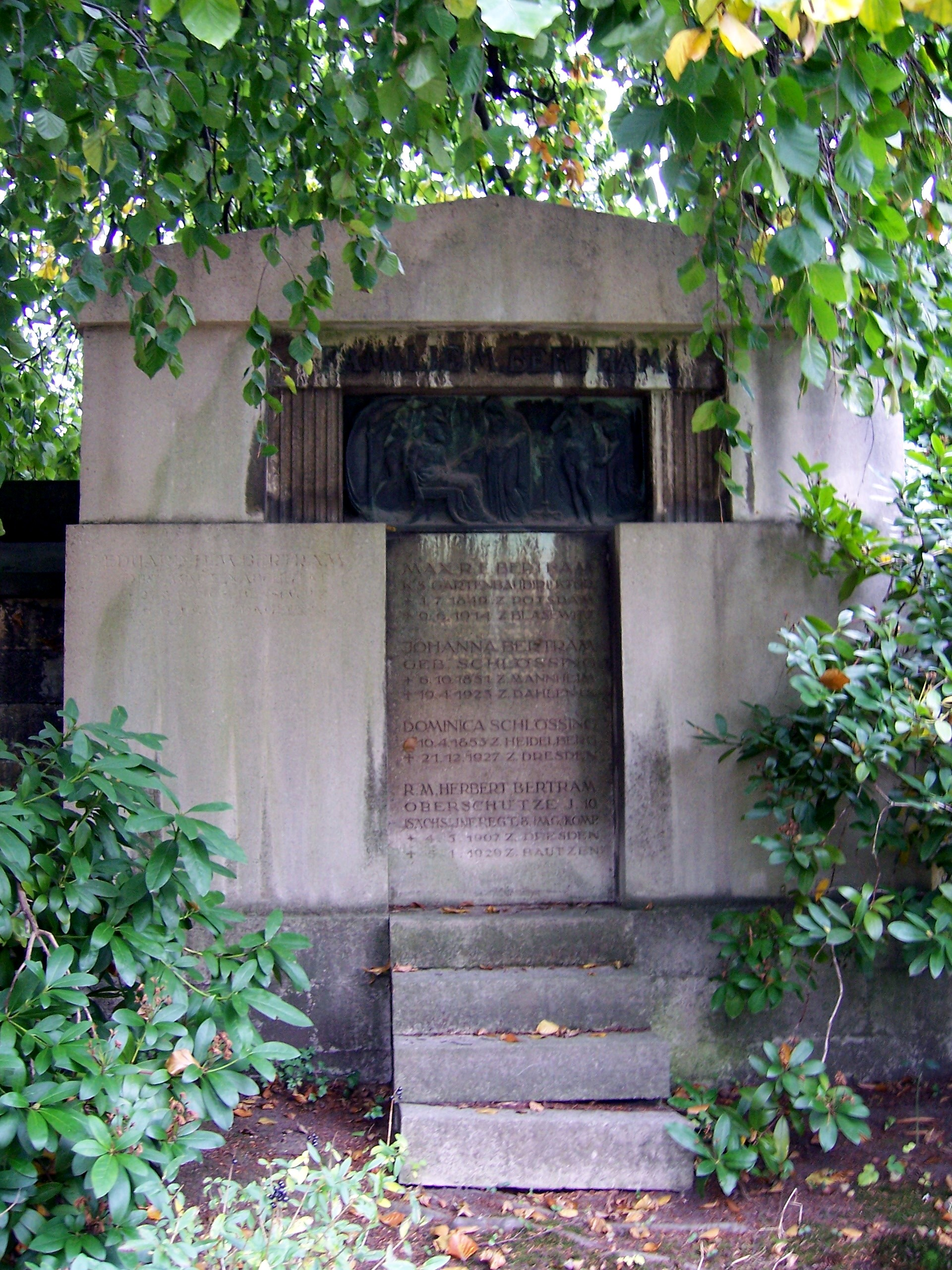
Grab Max Bertrams auf dem Johannisfriedhof in Dresden

1892 war Bertram Mitbegründer der Gartenbauschule des Gartenbauverbandes für das Königreich Sachsen in Dresden, deren Leitung er von 1893 bis 1907 als Direktor im Nebenamt innehatte. Hier lehrte er von 1892 bis 1914 die Fächer Freihand-, Linear- und Planzeichnen, Landschaftsgärtnerei, Feldmessen, Gartentechnik sowie Gartenkunst. Die Schule widmete sich der theoretischen Ausbildung junger Gartenkünstler.
Ein weiteres, für seine Arbeit in Privatgärten beispielhaftes Projekt war die Parkgestaltung, die Bertram 1897 bis 1898 an der Villa des Kunstsammlers Adolf Rothermundt in Dresden-Blasewitz vornahm. Hier entstand unter Einbeziehung einzelner Baumgruppen des angrenzenden Blasewitzer Waldparks ein parkartiger Villengarten mit Pavillon.
Darüber hinaus zu nennen ist das Schloss Augustenau in Herleshausen. Dort legte Bertram um 1906 den Schlosspark an. Der Park von Rittergut Schilbach bei Schöneck/Vogtl. wurde 1913 von Bertram im Auftrag des Textilfabrikanten und Rittergutsbesitzers Carl Siems aus Plaue bei Flöha entworfen und angelegt. Dabei wurde das gesamte Gelände in mehrere Abschnitte eingeteilt: Waldbereiche, Teichbereich und Parkbereich.
Das Spätwerk Bertrams und die Krönung seines Schaffens ist der Schlosspark in Thürmsdorf am Fuße der Festung Königstein. Diesen Park schuf Bertram im Auftrag von Freiherr Erich Moritz von Biedermann und stellte ihn 1912 fertig.
Am 9. Juni 1914 erlag Bertram den Folgen eines Schlaganfalls. Er liegt auf dem Tolkewitzer Johannisfriedhof begraben, sein Grab hat die Nummer 5 L (W).

## Ehrungen
In Anerkennung seiner Verdienste erhielt Bertram mehrere Auszeichnungen. So 1893 den Ehrentitel Königlich Sächsischer Gartenbaudirektor, außerdem vom preußischen König Wilhelm II. 1895 in Blasewitz den Kronenorden vierter Klasse.
Für die im Rahmen der Zweiten Internationalen Gartenbauausstellung in Dresden durchgeführten Planungen wurden ihm 1896 das Ritterkreuz erster Klasse des sächsischen Albrechtsordens sowie das Ritterkreuz vierter Klasse des königlich-bayerischen Verdienstordens vom heiligen Michael verliehen.